# Du är ju nog för mig
Du är ju nog för mig är en körsång från 1887 med text av William Elwin Oliphant och musik av Richard Slater. 

## Publicerad i
- Frälsningsarméns sångbok 1929 som nr 66 i kördelen under rubriken "Helgelse".
- Frälsningsarméns sångbok 1968 som nr 60 i kördelen under rubriken "Helgelse".
- Frälsningsarméns sångbok 1990 som nr 791 under rubriken "Helgelse".